# Papagos-Cholargos
Papagos-Cholargos (tiếng Hy Lạp: ?) là một khu tự quản ở vùng Attiki, Hy Lạp. Khu tự quản Papagos-Cholargos có diện tích 7 km², dân số theo điều tra ngày 18 tháng 3 năm 2001 là 47714 người.